# 尼泊尔共产党（火炬） (1984年)
尼泊尔共产党（火炬）是尼泊尔的一个已不存在的地下共产党。该党成立于1984年11月，分裂自尼泊尔共产党（火炬） (1983年)。

## 历史
1986年，该党更改其意识形态，由“马克思列宁主义毛泽东思想”变更为“马克思列宁毛主义”。同年，该党发起了一次武装起义，但是失败了，后来这个事件是在党内遭到批评，因为暴露了党的领导人，最终以几位领导人辞职收场。
1986年，帕苏巴·卡麦尔·达哈尔被任命为该党的总书记。
1990年，尼泊尔民众反对君主专制，该党与尼泊尔共产党（火炬） (1983年)联合发起了全国人民运动。同年11月20日，该党与尼泊尔共产党（第四次大会）等党派合并为尼泊尔共产党（团结中心）。

## 意识形态
该党认为尼泊尔是一个半殖民地半封建国家；而它自己是无产阶级、农民、小资产阶级、女性和民族资本家的好朋友，是封建地主和买办官僚资本家的阶级敌人。